# Забытая книга
«Забытая книга» — серия книг, выпускавшаяся в издательстве «Художественная литература» в период с 1989 по 1993 гг. Серия посвящена малоизвестным и редким произведениям преимущественно российских писателей, по тем или иным причинам не публиковавшимся в течение долгого времени. Практически все книги выпускались в мягкой обложке, различного формата.

## Опубликованные книги с 1989 по 1993 гг.

### 1989
- Андрей Белый. Серебряный голубь. — 461 с. Тираж 100 000 экз. Уменьшенный формат. — ISBN 5-280-01312-9
- Конст. Вагинов. Козлиная песнь. Труды и дни Свистонова. Бамбочада. — 477 с. Тираж 100 000 экз. Уменьшенный формат. — ISBN 5-280-00910-5
- Н. Гумилёв. Стихи. Письма о русской поэзии. — 447 с. Тираж 100 000 экз. — ISBN 5-280-00912-1
- Леонид Добычин. Город Эн. Рассказы. — 222 с. Тираж 100 000 экз. Уменьшенный формат. — ISBN 5-280-01289-0
- Паперная Э. С., Розенберг А. Г., Финкель А. М. Парнас дыбом. Литературные пародии. — 126 с. Тираж 100 000 экз. — ISBN 5-280-00892-3
- Сказания русского народа, собранные И. П. Сахаровым. — 398 с. Тираж 100 000 экз. — ISBN 5-280-01306-4

### 1990
- Павел Вяземский. Письма и записки Оммер де Гелль. — 288 с. Тираж 100 000 экз. — ISBN 5-280-01336-6
- Н. В. Гоголь. Размышления о Божественной Литургии. — 77 с. Тираж 100 000 экз. — ISBN 5-280-01889-9
- Леонид Гроссман. Записки Д’Аршиака. Пушкин в театральных креслах. Карьера Д’антеса. — 462 с. Тираж 500 000 экз. — ISBN 5-280-01325-0
- Лев Жданов. Последний фаворит. Книга 1. Репринтное издание 1914 года. — 212 с. Тираж 100 000 экз.
- Лев Жданов. Последний фаворит. Книга 2. Репринтное издание 1914 года. — 238 с. Тираж 100 000 экз.
- Калинский И. П. Церковно-народный месяцеслов на Руси. — 238 с. Тираж 100 000 экз. — ISBN 5-280-01877-5
- М. Кузмин. Чудесная жизнь Иосифа Бальзамо, графа Калиостро. — 143 с. Тираж 100 000 экз. Уменьшенный формат. — ISBN 5-280-01321-8
- Лубочная книга. Сост. А. И. Рейтблат. — 398 с. Тираж 100 000 экз. — ISBN 5-280-01589-X
- В. Ропшин (Б. Савинков). То, чего не было. — 399 с. Тираж 100 000 экз. — ISBN 5-280-01326-9
- Л. Н. Толстой. Мысли мудрых людей на каждый день. — 384 с. Тираж 100 000 экз. Уменьшенный формат. — ISBN 5-280-01879-1

### 1991
- Андрей Белый. Симфонии. — 528 с. Тираж 100 000 экз. — ISBN 5-280-01316-1
- К. Большаков. Бегство пленных, или История страданий и гибели поручика Тенгинского пехотного полка Михаила Лермонтова. — 334 с. Тираж 75000 экз. — ISBN 5-280-01585-7
- В. Винниченко. Честность с собой. Записки курносого Мефистофеля. / Пер. с укр. — 464 с. Тираж 50 000 экз. — ISBN 5-280-02323-X
- З. Н. Гиппиус. Стихотворения. Живые лица. — 471 с. Тираж 75 000 экз. — ISBN 5-280-01327-7
- Б. Лившиц. Полутораглазый стрелец. — 350 с. Тираж 100 000 экз. — ISBN 5-280-01971-2
- М. Ф. Каменская. Воспоминания. — 383 с. Тираж 100 000 экз. — ISBN 5-280-01767-1
- Пимен Карпов. Пламень. Русский ковчег. Из глубины. — 367 с. Тираж 100 000 экз. — ISBN 5-280-01858-9
- Н. К. Рерих. Глаз добрый (статьи, баллады, сказки, очерки). — 223 с. Тираж 100 000 экз. — ISBN 5-280-01599-7
- О. Савич. Воображаемый собеседник. — 238 с. Тираж 100 000 экз. — ISBN 5-280-01811-2
- Игорь Северянин. Классические розы. Медальоны. — 222 с. Тираж 100 000 экз. — ISBN 5-280-01859-7
- Фёдор Сологуб. Творимая легенда. Книга 1. — 494 с. Тираж 100 000 экз. — ISBN 5-280-01330-7 ; 5-280-01328-5
- Фёдор Сологуб. Творимая легенда. Книга 2. Статьи, биографические материалы. — 302 с. Тираж 100 000 экз. — ISBN 5-280-01330-7 ; 5-280-01329-3
- С. Шервинский. Ост-Индия. — 304 с. Тираж 100 000 экз. — ISBN 5-280-01841-4

### 1993
- Ф. Д. Крюков. Казацкие мотивы. — 446 с. Тираж 50 000 экз. (в пер.) — ISBN 5-280-02217-9
- В. Ф. Одоевский. Пёстрые сказки. Сказки дедушки Иринея. — 272 с. Тираж 30 000 экз. — ISBN 5-280-01587-3
- А. А. Шкляревский. Что побудило к убийству? (Рассказы следователя). — 303 с. Тираж 50 000 экз. — ISBN 5-280-02279-9
- Г. Чулков. Императоры: Психологические портреты. — 382 с. Тираж 65 000 экз. (в пер.) — ISBN 5-280-02406-6